# Hermann von Rigele
Hermann von Rigele (Sarajevo, 16 settembre 1891 – Vienna, 18 ottobre 1982) è stato un militare austro-ungarico particolarmente distintosi nel corso della prima guerra mondiale dove fu decorato con la Croce di Cavaliere dell'Ordine militare di Maria Teresa. Dopo l'Anschluss entrò a far parte della Kriegsmarine tedesca con il grado di Fregattenkapitän, distinguendosi nel corso della seconda guerra mondiale al comando del sommergibile UD-3.

## Biografia
Nacque a Sarajevo il 16 settembre 1891. Arruolatosi nella k.u.k. Kriegsmarine frequentò la Marineakademie di Fiume, uscendone con il grado di Seekadett il 1 luglio 1909. Fu promosso Seefähnrich il 1 luglio 1911, e Fregattenleutnant il 1 maggio 1912. Dopo lo scoppio della prima guerra mondiale fu promosso Linenschiffleutnant il 1 maggio 1916, e assegnato alla specialità sommergibili il 10 dicembre dello stesso anno assunse il comando del sottomarino U-10 che lasciò l'11 giugno 1917 per assumere, il giorno dopo quello dello U-17. Il 22 novembre lasciò il comando di tale unità per assumere, il 29 dello stesso mese, quello dello U-20. L'11 marzo 1918 fu trasferito al comando del nuovo sottomarino U-31 che mantenne fino al 31 ottobre 1918, poco prima della firma dell'armistizio di Villa Giusti. Al comando della U-31, il 2 ottobre 1918 silurò, e danneggiò, l'incrociatore leggero britannico Weymouth da 5.250 tonnellate. Dopo la fine della guerra lavorò come semplice marinaio su alcune navi operanti nel Mar Baltico, lavorando per le compagnie Kakao-Compagnie Theodor Reichardt e Reichardt-Werken, e per aver contribuito al salvataggio dell'equipaggio di uno schooner canadese nell'Oceano Atlantico nel corso del 1924, fu insignito di una medaglia da parte della New York City Salvage Association nel 1928.
Il 21 dicembre 1929 fu insignito della Croce di Cavaliere dell'Ordine militare di Maria Teresa. 
Dopo lo scoppio della seconda guerra mondiale venne richiamato in servizio presso la Kriegsmarine tedesca, e con il grado di Fregattenkapitän il 21 novembre 1940 assunse il comando del sommergibile UD-1, una unità catturata già appartenente alla marina olandese impiegata per compiti addestrativi, che mantenne fino al 3 maggio 1941. L'8 giugno dello stesso anno fu nominato comandante del sommergibile UD-3 che condusse in due missioni addestrative. Partito da Kiel  per la prima missione operativa il 3 ottobre 1942, il 26 novembre lo UD-3 affondò la nave norvegese Idra (5.041 tonnellate), arrivando a Lorient, in Francia, il 22 dello stesso mese. Eseguì ulteriori tre missioni operative, ma senza cogliere altri successi, e nell'ottobre 1943 lasciò il comando dal Korvettenkapitän Joachim Seeger. Nell'aprile 1944 fu nominato comandante della 32. Unterseebootflottile di stanza a Königsberg, e poi ad Amburgo, ricoprendo tale incarico fino al marzo 1945 quando, sostituito da Ulrich Heyse, fu nominato comandante del porto di Trieste, città dove si trovava alla fine del conflitto. Preso prigioniero di guerra dalle truppe britanniche, fu imprigionato in un campo di concentramento nell'Italia del sud, venendo liberato nel corso del 1946. Lavorò per la Österreichische Unilever AG, di cui fu anche Direttore generale, andando in pensione nel 1956. Si spense a Vienna il 18 ottobre 1982.

### Onorificenze austro-ungariche

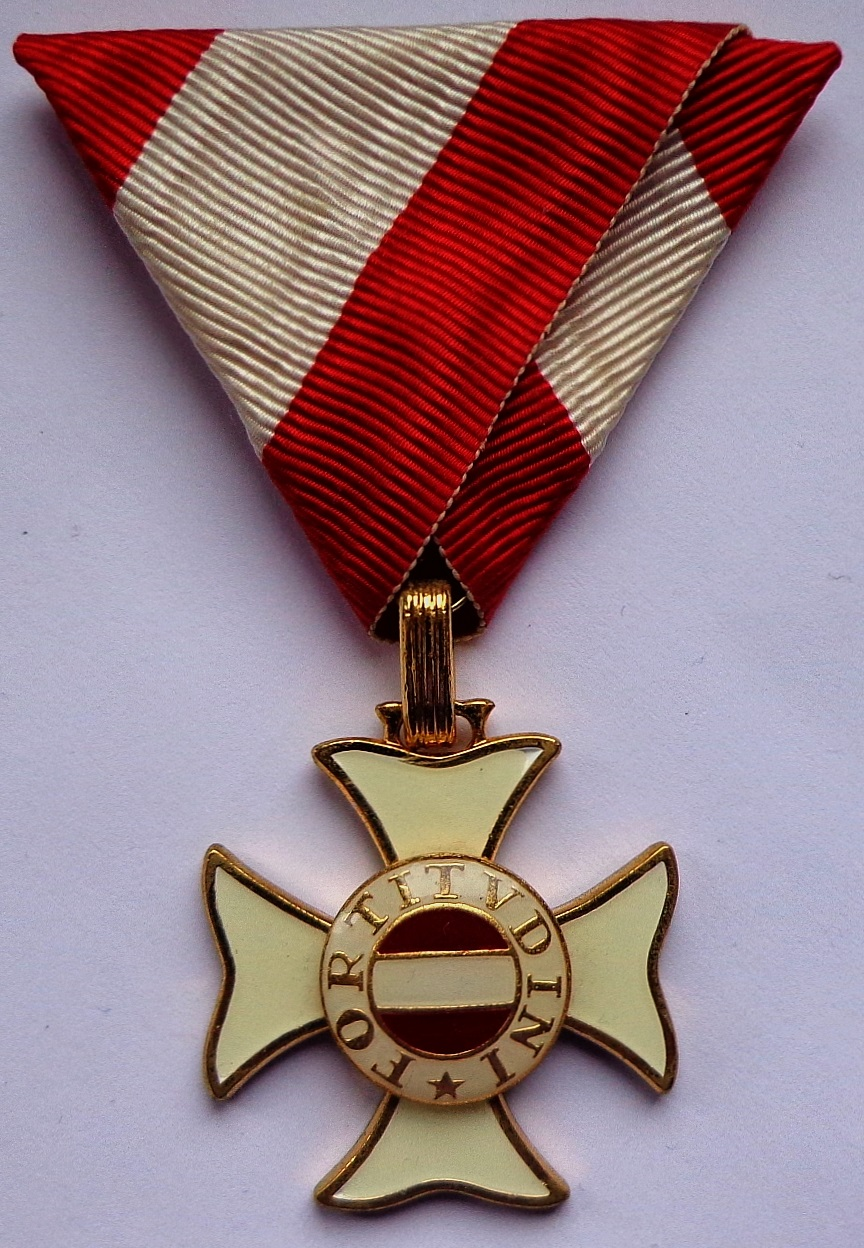
Croce di Cavaliere dell'Ordine militare di Maria Teresa.

### Fonti
1. 1 2 3 4 5 6  U-Boat.
2. 1 2 3  Gardiner, Sieche 1985, p. 343.
3. ↑  Gardiner, Sieche 1985, p. 344.
4. 1 2 3  Strauss 2017, p. 66.
5. 1 2  Cavallaro 2009, p. 503.
6. 1 2 3 4 5 6  U-Boat.
7. ↑  Lenton 1967, p. 30.
8. ↑  Lenton 1967, p. 43.
9. ↑  Cavallaro 2009, p. 504.